# Cafius postseriatulus
Cafius postseriatulus is een keversoort uit de familie van de kortschildkevers (Staphylinidae). De wetenschappelijke naam van de soort is voor het eerst geldig gepubliceerd in 1936 door Koch.